# Operazione Chrome Dome
Operazione Chrome Dome, in inglese Operation Chrome Dome, era il nome in codice assegnato dalla United States Air Force al programma di impiego di bombardieri strategici Boeing B-52 Stratofortress armati con bombe nucleari, in missioni di "allerta in volo" permanente.
Il programma, sviluppato tra il 1958 e il 1968, in uno dei periodi più drammatici della guerra fredda con continue tensioni tra le due superpotenze e potenziale pericolo di un'improvvisa guerra nucleare, prevedeva che un certo numero di bombardieri B-52 fossero tenuti in volo costantemente 24 ore su 24 tutti i giorni dell'anno su rotte studiate per essere in posizioni idonee a sferrare rapidamente un attacco nucleare di rappresaglia contro l'Unione Sovietica. L'operazione, promossa soprattutto dal capo di stato maggiore dell'USAF, il generale Curtis LeMay, e dal comandante in capo dello Strategic Air Command (SAC), generale Thomas S. Power, avrebbe dovuto consentire agli Stati Uniti di sferrare in ogni caso un devastante secondo colpo nucleare, nell'eventualità di attacco improvviso della superpotenza nemica. Il programma venne interrotto nel 1968 dopo una serie di gravi incidenti di bombardieri armati con bombe nucleari.
Le missioni dell'operazione Chrome Dome vennero descritte con ironia macabra nel celebre film grottesco di Stanley Kubrick del 1964, Il dottor Stranamore - Ovvero: come ho imparato a non preoccuparmi e ad amare la bomba, e con inquietante realismo nel film thriller-drammatico, anch'esso del 1964, A prova di errore, di Sidney Lumet.

## Storia

### La strategia di LeMay e l'ideazione
Dal novembre 1948 venne nominato quale comandante in capo del SAC era il generale Curtis LeMay; costui molto eccentrico e aggressivo ma anche rigido ed esigente, in poco tempo aveva trasformato il SAC addestrandone i componenti rendendolo in grado, se necessario, un attacco nucleare contro l'Unione Sovietica. LeMay preferiva soprattutto strategie offensive e sembrava pronto anche a rischiare una guerra nucleare, convinto che gli Stati Uniti avessero la possibilità di vincere. Il generale intendeva avere l'assoluto controllo dei suoi uomini e dei suoi aerei e riteneva essenziale disporre autonomamente anche delle armi nucleari, di cui egli avrebbe potuto avere bisogno rapidamente nel caso si manifestasse la necessità di contrattaccare.

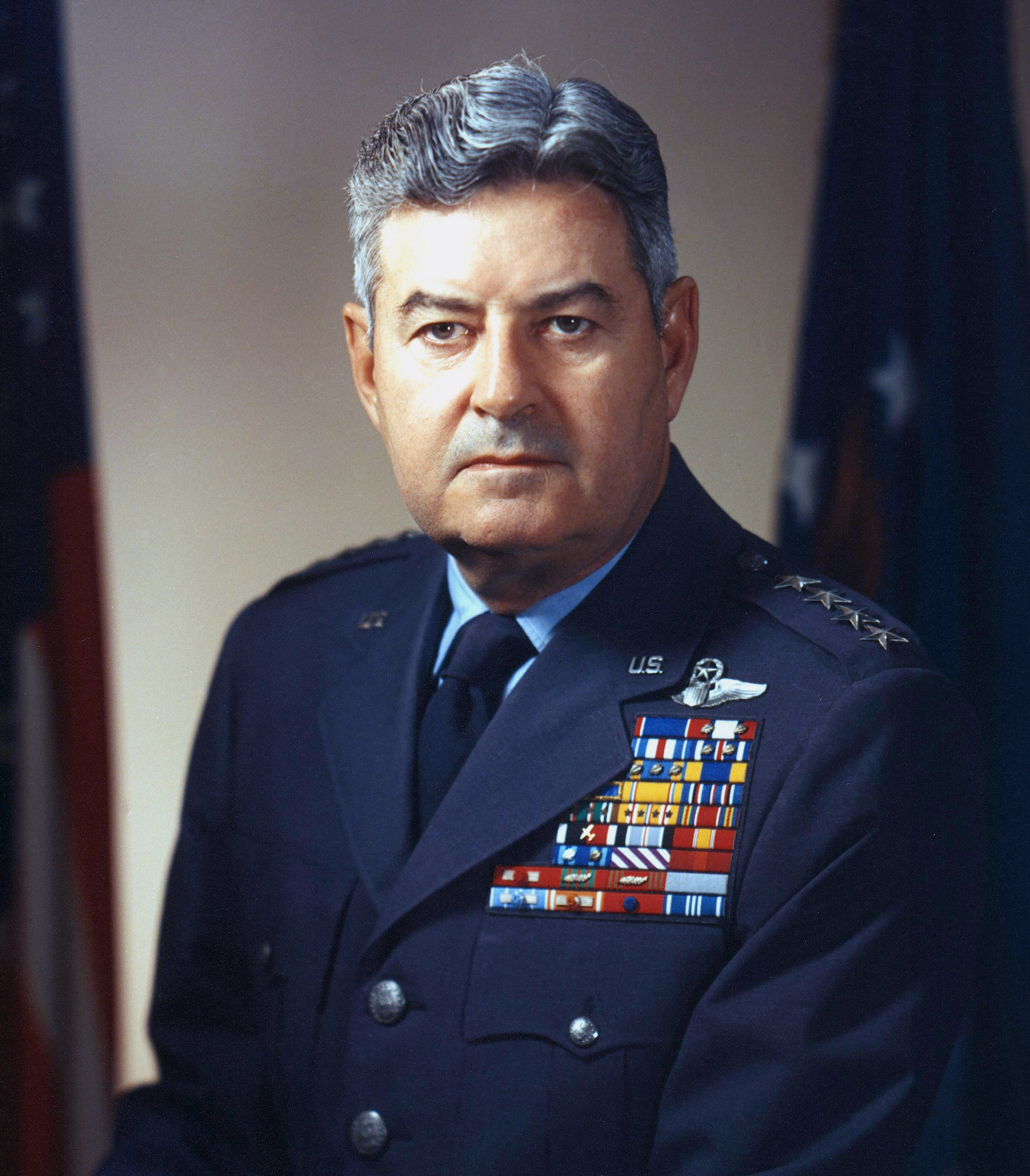
Il generale Curtis LeMay, comandante del SAC nel periodo 1948-1957 e capo di stato maggiore dell'USAF nel periodo 1961-1965.

La strategia dell'amministrazione Eisenhower della nuova linea politica New Look aveva dato un grande potere politico e militare all'USAF e in particolare aveva enfatizzato il ruolo decisivo del SAC guidato dal generale LeMay come strumento fondamentale per la rappresaglia massiccia nucleare che era la nuova base teorica della difesa degli Stati Uniti. LeMay, nonostante le sue esuberanti manifestazioni di energia e intransigenza, non mancava di prudenza e previdenza; egli dalla metà degli anni cinquanta temeva un attacco improvviso sovietico contro le basi dei bombardieri del SAC che avrebbe potuto annullare le capacità di rappresaglia; la minaccia sembrava essere ulteriormente cresciuta dopo le notizie sullo sviluppo di missili balistici nemici che avrebbero potuto colpire le basi del SAC in poche decine di minuti.
Per neutralizzare la minaccia teorica costituita dai nuovi missili sovietici che sembravano in fase di sviluppo e produzione accelerata e che minacciavano di assicurare una superiorità strategica almeno temporanea all'Unione Sovietica (detto missile gap, ossia "divario missilistico"), il generale LeMay aveva in un primo tempo attivato nel 1956 il sistema dell'allerta a terra (Ground alert) che prevedeva che almeno un terzo di tutti i bombardieri strategici Boeing B-52 Stratofortress del SAC fossero sempre pronti a decollare in caso di allarme entro un tempo massimo di trenta minuti, partendo dalle varie basi aeree dislocate negli Stati Uniti, nella Gran Bretagna e nel Marocco. Questi bombardieri sarebbero rimasti sulle piste pronti al decollo riforniti di carburante e armati con bombe nucleari attive Mark 39 o Mark 28, mentre gli equipaggi sarebbero stati alloggiati in un edificio della base pronti a salire a bordo ed entrare in azione con la massima velocità. Nonostante le critiche della Atomic Energy Commission (AEC) che aveva messo in dubbio la sicurezza di procedure che prevedevano la presenza a bordo dei bombardieri in "allerta a terra" di bombe nucleari assemblate e attive, il sistema del Ground alert venne approvato dagli Stati maggiori riuniti e dal presidente Eisenhower.

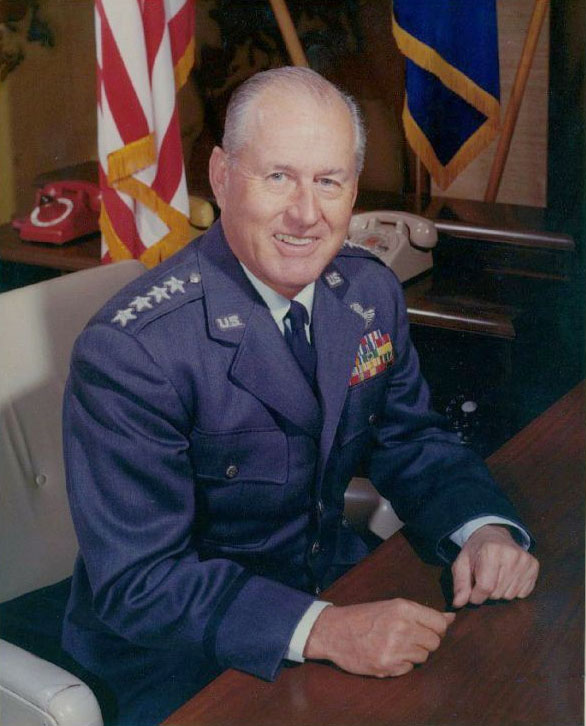
Il generale Thomas S. Power, comandante del SAC nel periodo 1957-1965.

Il generale LeMay tuttavia riteneva non sufficiente questa procedura di decollo rapido su allarme entro 15-30 minuti; la minaccia dei missili sovietici sembrava sempre più concreta dopo il lancio del satellite Sputnik e si nutrivano dubbi sulla possibilità di avere il tempo sufficiente per far partire un numero adeguato di B-52. Dal 1957 il generale LeMay era divenuto vice capo di stato maggiore dell'USAF e il suo posto al SAC era stato preso dal generale Thomas S. Power che era ancora più aggressivo e bellicoso del suo predecessore. Anche il generale Power riteneva insufficiente il programma di Ground alert e proponeva di mantenere un certo numero di bombardieri strategici armati di bombe nucleari, costantemente in volo su rotte prestabilite; in questo modo un eventuale attacco di sorpresa counterforce ("controforza") da parte dell'Unione Sovietica, diretto contro le installazioni militari statunitensi più importanti, non avrebbe distrutto a terra tutti gli elementi della rappresaglia americana e i bombardieri già in aria avrebbero sferrato un micidiale contrattacco atomico.

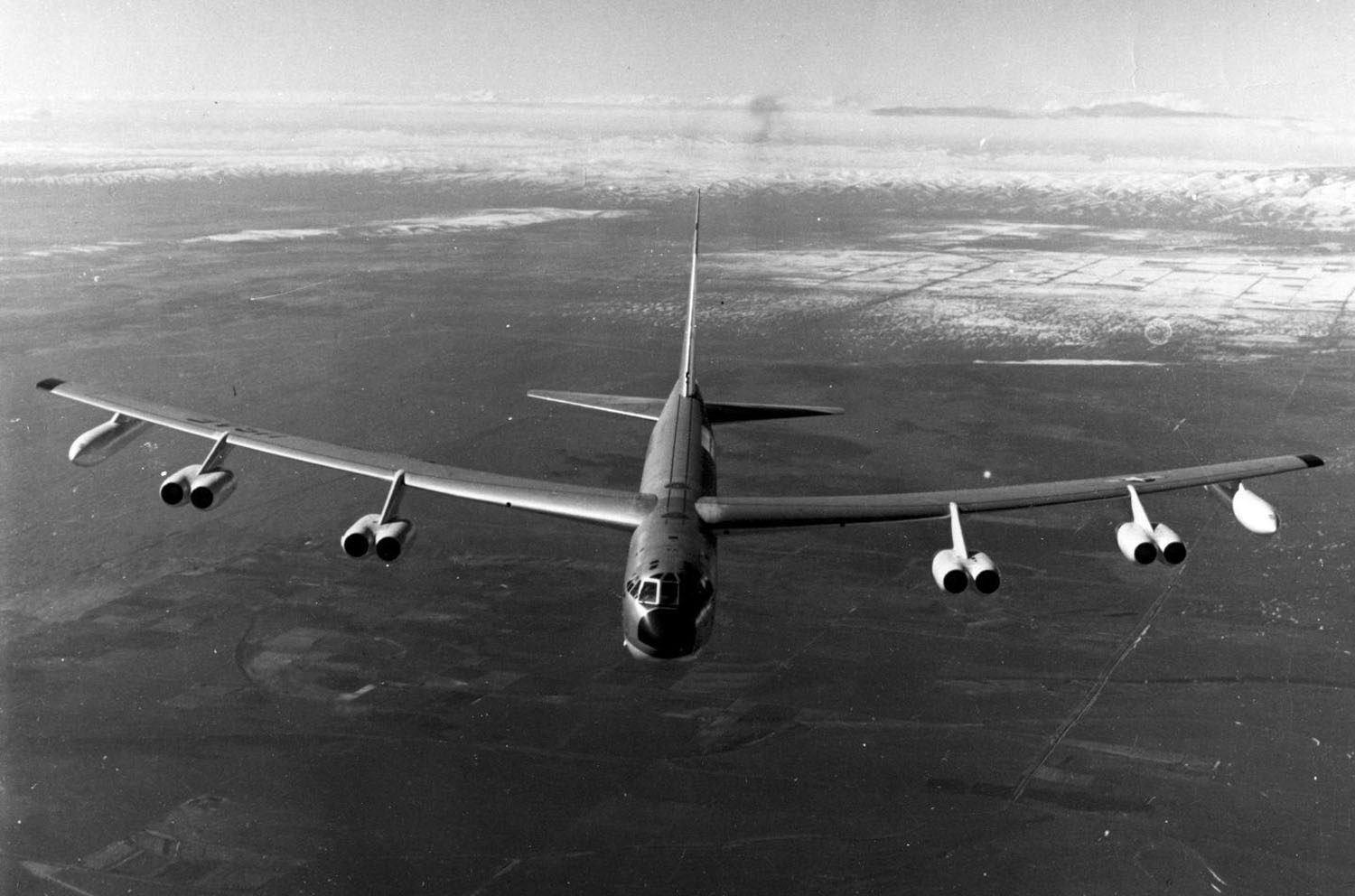
Un Boeing B-52D del SAC.

Il programma di cosiddetta "allerta in volo" (Airborne alert) prevedeva, secondo i piani proposti energicamente dal generale Power e supportati dal generale LeMay, che i bombardieri impegnati in questa missione fossero in aria per 24 ore al giorno e tutti i giorni dell'anno su percorsi circolari con rotte di avvicinamento al territorio sovietico. I B-52 in "allerta in volo", armati con armi nucleari attive e riforniti in aria da aerei cisterna, avrebbero continuato il loro volo per i tempi previsti e quindi sarebbero rientrati alle basi e sostituiti regolarmente sulle stesse rotte da altri aerei. Se invece avessero ricevuto durante la missione un codice segreto proveniente dal comando del SAC, il cosiddetto Go code ("codice di via"), avrebbero attaccato con bombe nucleari gli obiettivi previsti dal SIOP, il piano integrato di guerra nucleare degli Stati Uniti. Il sistema, definito fail-safe ("a prova di errore"), sembrava relativamente sicuro e garantiva che i bombardieri armati con bombe nucleari non sarebbero entrati in azione a meno che non avessero ricevuto il Go code. Il sistema inverso di programmare l'"allerta in volo" con ordini preventivi di attaccare che sarebbero stati annullati solo alla ricezione di un codice del SAC di "non andare", appariva troppo rischioso. Errori nell'invio del codice o la sua mancata ricezione avrebbero potuto innescare una "guerra nucleare per sbaglio".
In un primo momento questo rischioso programma apparve molto pericoloso e il presidente Eisenhower non autorizzò l'attivazione dei piani del generale Power; l'Atomic Energy Commission, che legalmente era ancora la responsabile ultima del possesso e dell'impiego delle armi nucleari americane, aveva grandi dubbi anche riguardo al sistema dell'allerta a terra e riteneva troppo rischioso tenere in volo sopra i cieli degli Stati Uniti, bombardieri armati di bombe nucleari completamente attive e funzionanti. Nonostante le assicurazioni minacciose del generale Power che, subito dopo il lancio sovietico del satellite Sputnik, affermò che i suoi bombardieri erano sempre in aria armati di bombe nucleari, pronti a sferrare l'attacco atomico, nella realtà in questa fase non era ancora funzionante alcun programma di Airborne alert e anche l'allerta a terra era attivo con alcune limitazioni operative.

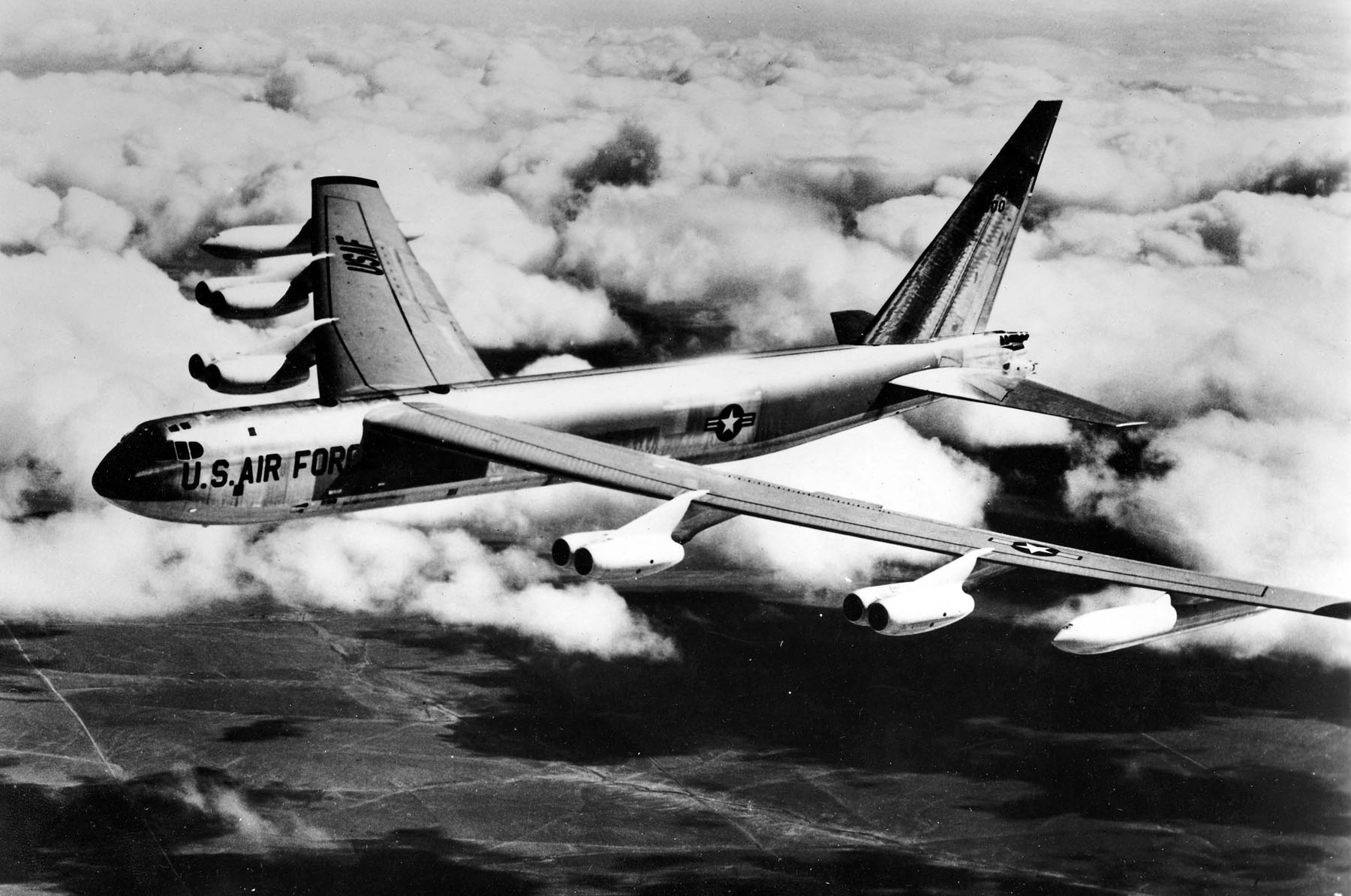
Bombardiere B-52C in missione in volo durante gli anni sessanta.

Alla fine degli anni cinquanta il generale Power ritornò a proporre energicamente il programma di allerta in volo che egli riteneva essenziale per controbattere la minaccia crescente dei missili sovietici di cui il segretario generale Nikita Sergeevič Chruščёv esaltava la supposta potenza. Nonostante le polemiche in corso negli Stati Uniti sulla sicurezza delle armi atomiche e sull'affidabilità psicofisica degli equipaggi del SAC a bordo dei bombardieri strategici, rinfocolate anche dalla propaganda sovietica e da sensazionali opere narrative di fantasia come il romanzo Red Alert di Peter George, il generale Power fece pressioni sul presidente Eisenhower e riuscì anche a convincere definitivamente il generale LeMay a sostenere i suoi piani. Il nuovo programma dello Strategic Air Command riprendeva il sistema di allarme in volo precedentemente studiato e confermava il metodo del fail-safe, ridenominato sistema del positive control, "controllo positivo", che avrebbe dovuto autorizzare espressamente, mediante l'invio ai bombardieri dei codici segreti del Go code, l'attacco nucleare.

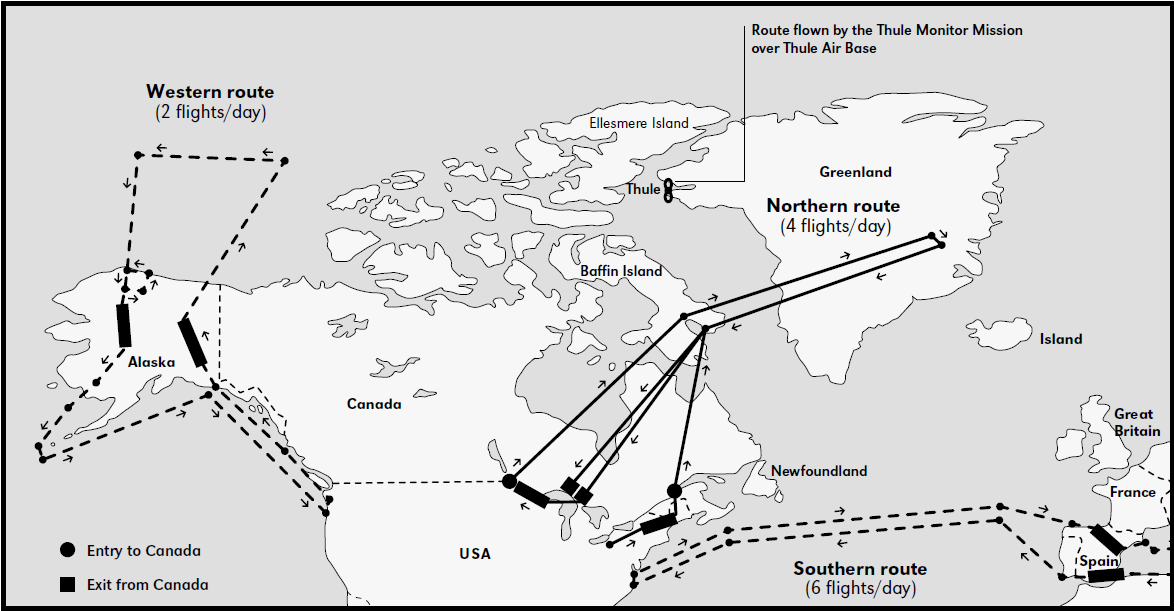
Le rotte percorse dai bombardieri B-52 impegnati nell'operazione Chrome Dome.

I capi militari del SAC, che godevano dell'appoggio da parte di influenti membri del Senato americano, proposero di iniziare con programmi sperimentali di allerta in volo con bombardieri armati di bombe nucleari a nocciolo sigillato. Alla metà del 1958 il presidente Eisenhower, dopo una riunione in cui venne rassicurato sulla sicurezza degli armamenti atomici americani, diede una prima approvazione di massima al programma. Il nuovo capo della AEC, John A. McCone, tuttavia manteneva le sue riserve e proponeva di limitare il numero e la dislocazione dei velivoli impiegati; alla fine nell'ottobre 1958 il presidente Eisenhower autorizzò formalmente il programma sperimentale di allerta in volo denominato operazione Head Start, che ebbe inizio subito dopo in segreto dalla sola base di Loring nel Maine. Da quel momento quindi alcuni bombardieri B-52 vennero tenuti costantemente in volo, 24 ore al giorno, armati generalmente con bombe termonucleari da un megatone Mark 28 e in alcuni casi anche con bombe più potenti Mark 39 da quattro megatoni e Mark 53 da nove megatoni. I generali LeMay e Power prediligevano armi potenti con cui sferrare attacchi counterforce contro le basi strategiche delle Forze missilistiche sovietiche.

### La faseHead Start
Il programma di allerta in volo Head Start fu progressivamente incrementato ed esteso fino a coinvolgere altre basi aeree sotto la denominazione di operazione Sky Watch; questi piani vennero definitivamente attivati tuttavia solo con l'inizio dell'amministrazione Kennedy, nonostante i dubbi del Segretario alla difesa Robert McNamara che in teoria avrebbe preferito un potenziamento soprattutto delle forze missilistiche e una revisione del SIOP privilegiando una strategia di risposta flessibile rispetto alla vecchia strategia della rappresaglia massiccia adottata dal SAC di LeMay e Power.

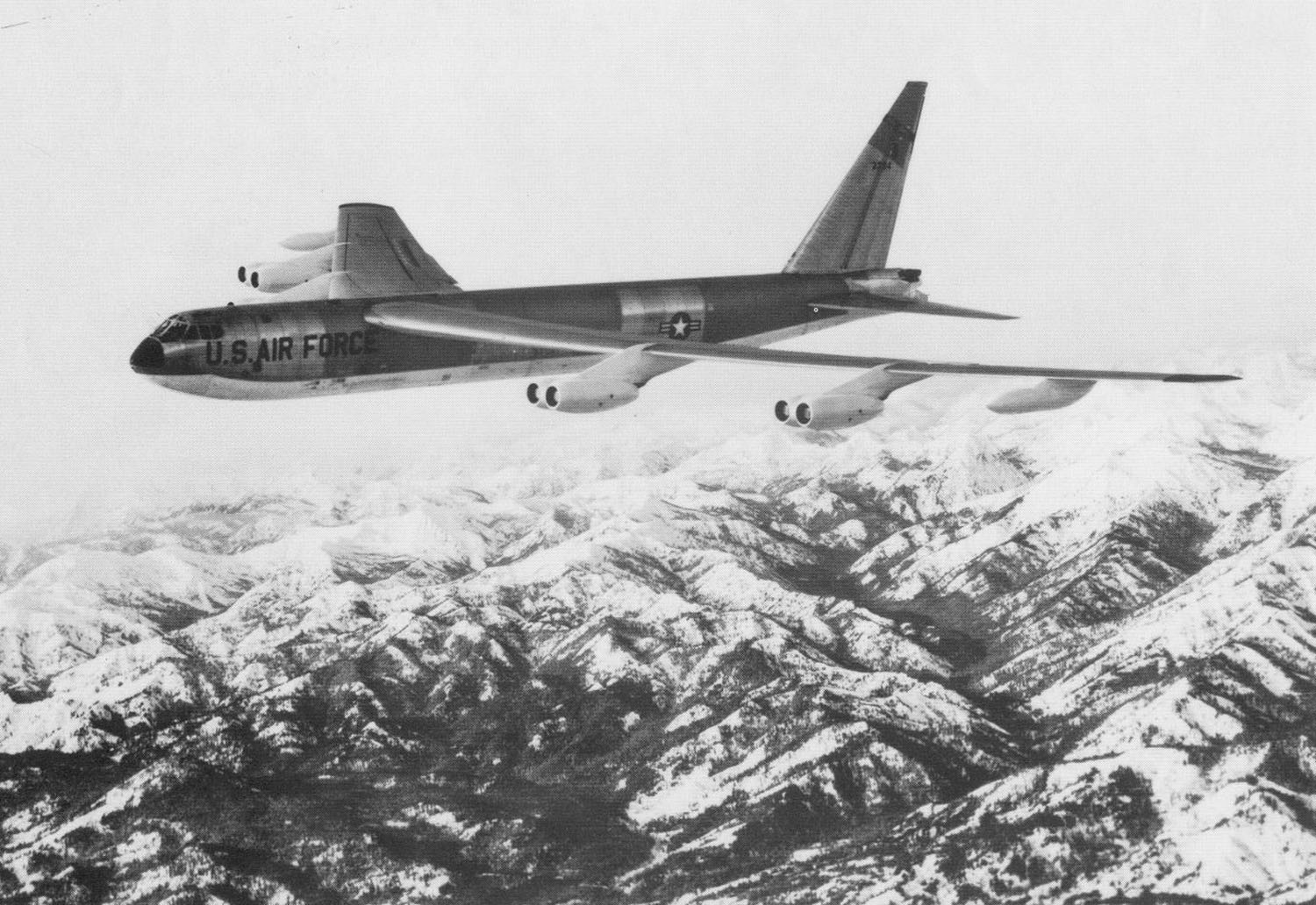
Un B-52B del SAC in volo.

McNamara riteneva che i B-52 fossero aerei costosi e vulnerabili; anche la loro efficienza bellica inoltre sembrava messa in dubbio dalle nuove difese aeree sovietiche che avrebbero costretto i bombardieri ad effettuare penetrazioni a bassa quota per sganciare i loro ordigni nucleari. Il segretario alla difesa tuttavia, mentre portava avanti il potenziamento delle forze missilistiche basate a terra e la costituzione di una forza di sottomarini lanciamissili balistici, preferì assecondare le richieste dell'USAF e in particolare del generale Power e, dopo aver potenziato numericamente il programma di allerta a terra, decise di attivare la cosiddetta operazione Chrome Dome che costituì il grande programma sistematico di allerta in volo dell'USAF che sarebbe continuato fino a 1968.

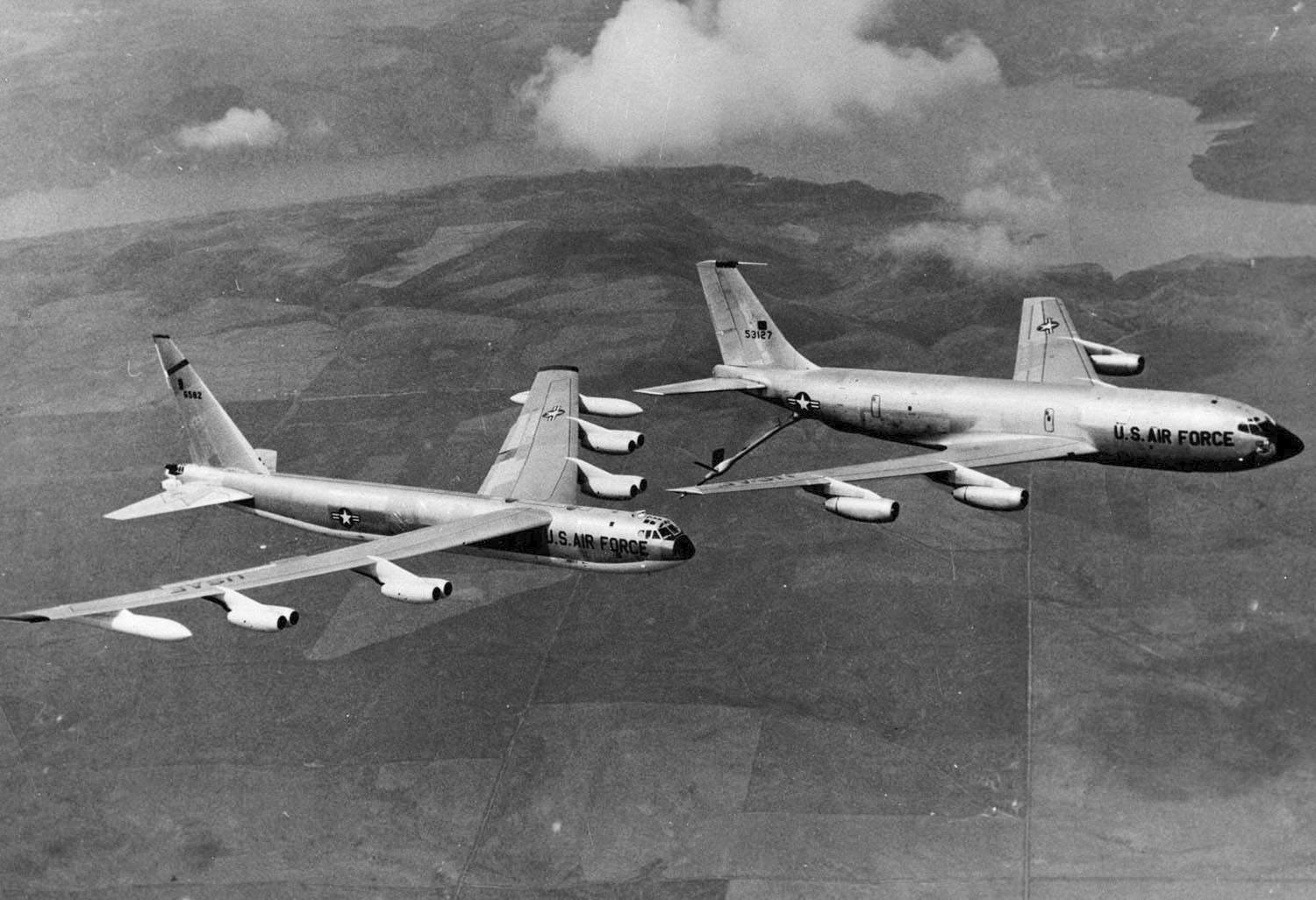
Rifornimento in volo di un B-52D da parte di un'aerocisterna KC-135.

L'operazione Chrome Dome iniziò con l'impiego contemporaneo di dodici bombardieri B-52, armati con bombe nucleari attivate e funzionanti; questi aerei si alternavano in volo nelle 24 ore in modo che alcuni fossero sempre posizionati tutti i giorni dell'anno per effettuare l'attacco nucleare all'Unione Sovietica in caso di guerra generale tra le due superpotenze. Per garantire l'operatività costante dei bombardieri, il SAC teneva in volo anche un certo numero di aerei cisterna che rifornivano di carburante i B-52 durante le missioni "Chrome Dome". Nel 1962 ogni giorno sei bombardieri percorrevano una rotta circolare a nord, circumnavigavano il perimetro dei confini del Canada passando lungo la costa atlantica sul margine del Circolo polare artico e riscendendo a sud attraverso la costa canadese dell'Oceano Pacifico; questi aerei, giunti sul margine della calotta polare, si sarebbero trovati pronti in posizione per eventuali attacchi all'Unione Sovietica partendo da nord. Altri quattro B-52 invece erano assegnati alla rotta meridionale; questi aerei si spingevano attraverso l'Oceano Atlantico fino alla coste della Spagna, quindi percorrevano i cieli del Mar Mediterraneo in tutta la sua lunghezza, tornavano indietro e ripercorrevano la stessa rotta fino alla coste atlantiche americane; in questo caso i bombardieri sarebbero penetrati in Unione Sovietica da sud attraverso il Medio Oriente e la regione del Mar Nero. Infine due B-52 effettuavano ogni giorno le cosiddette missioni "Hard Head", note anche come "Thule monitor missions"; questi bombardieri raggiungevano i cieli sopra l'importantissima base di avvistamento radar di Thule in Groenlandia, che svolgeva compiti di enorme importanza nel quadro del programma del NORAD di individuazione precoce di un attacco nucleare sovietico attraverso il Circolo polare artico. I due B-52 sorvolavano per ore la base di Thule, verificavano la sua attività e mantenevano il contatto radio; i capi americani temevano che i sovietici avrebbero attaccato per primo proprio la base di Thule e quindi per questo motivo assegnavano grande importanza alla verifica visiva e attraverso i contatti radio del funzionamento della base. I B-52 delle missioni "Hard Head" potevano eventualmente attaccare l'Unione Sovietica passando attraverso i cieli della Groenlandia.

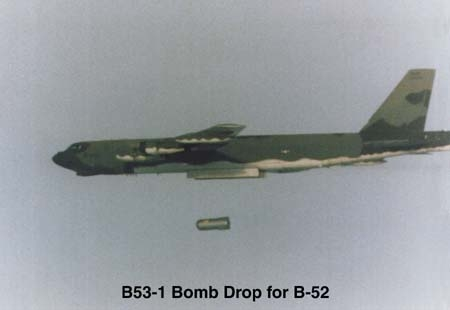
Un B-52 sgancia una bomba termonucleare Mark 53.

Il generale Power aveva ripetutamente espresso piena fiducia nella sicurezza dei suoi aerei, ma il programma dell'allerta in volo continuava a presentare rischi e suscitava molti timori in esperti di armi nucleari come Fred Iklé, il quale, sulla base di sue ricerche approfondite, giunse alla conclusione che per evitare esplosioni atomiche accidentali, incidenti catastrofici, sabotaggi o addirittura tentativi volontari non autorizzati di far esplodere ordigni atomici, fosse necessario incrementare le misure di sicurezza, attivando procedure standardizzate secondo precise check list, sigilli di sicurezza, e inserendo nelle bombe nucleari lucchetti a combinazione con codici segreti, i Permissive Action Link (PAL). Si riteneva inoltre essenziale migliorare la sicurezza della bomba nucleare Mark 28 che presentava alcuni gravi difetti costruttivi; i B-52 trasportavano nelle missioni di allerta in volo quattro Mark 28. I funzionari del Pentagono assicuravano che le nuove misure garantivano l'assoluta sicurezza dei sistemi americani di guerra nucleare, ma in realtà il generale Power si era opposto all'installazione dei PAL sulle armi dello Strategic Air Command che quindi erano portate in volo attive e prive di sistemi di sicurezza di ultima generazione. Gli equipaggi del SAC erano bene addestrati, selezionati, disciplinati e fortemente motivati, ma in teoria sussisteva anche la possibilità di un'azione sconsiderata da parte di un bombardiere ribelle che avesse voluto volontariamente sferrare un attacco atomico; dopo la ricezione del Go code, l'aereo avrebbe potuto proseguire verso il bersaglio anche in caso di ricezione dell'ordine di annullamento e non sarebbe stato possibile fermarlo. Il SAC attivò nel 1962 un "Programma di affidabilità umana" per valutare e migliorare la saldezza morale e psichica dei suoi equipaggi e introdusse un sistema di sgancio delle bombe funzionante solo con l'attivazione contemporanea da parte di due distinti uomini d'equipaggio degli interruttori separati "innesco/disinnesco" e "guerra/pace".
Il SAC diede peraltro un'impressionante prova della sua efficienza durante la crisi dei missili di Cuba e il sistema dell'allerta in volo dell'operazione Chrome Dome si dimostrò affidabile e sicuro. L'amministrazione Kennedy potenziò in modo straordinario i voli dei B-52 sulle rotte di avvicinamento all'Unione Sovietica e al culmine della crisi fino a 65 bombardieri rimasero permanentemente in volo pronti a sferrare l'attacco nucleare. I B-52 dell'operazione Chrome Dome effettuarono 2 088 missioni con oltre 50 000 ore di volo senza gravi problemi tecnici e senza alcun incidente, garantendo una formidabile arma di ritorsione nucleare disponibile 24 ore al giorno tutti i giorni. I bombardieri erano armati con missili Hound Dog oppure con due bombe nucleari Mark 39 o quattro Mark 28. Il 24 ottobre 1962, dopo il passaggio dello stato operativo dell'apparato bellico americano al livello di DEFCON 2, il bellicoso generale Power in persona diffuse via radio senza cifratura, per intimorire i sovietici, un enfatico messaggio a tutti i suoi equipaggi in cui rivelava la gravità della crisi ed esprimeva piena fiducia nella capacità dei suoi uomini di affrontare la prova di una guerra termonucleare globale.

### La crisi a Cuba, le difficoltà tecniche e l'incidente a Palomares

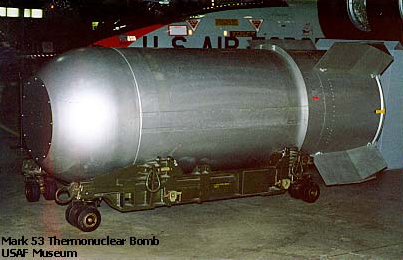
La bomba termonucleare B53 da nove megatoni, l'arma più potente in dotazione ai B-52.

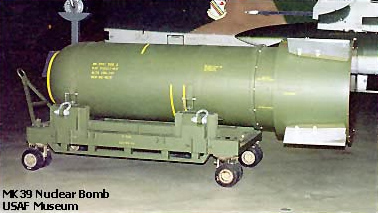
La bomba termonucleare B39 da quattro megatoni.

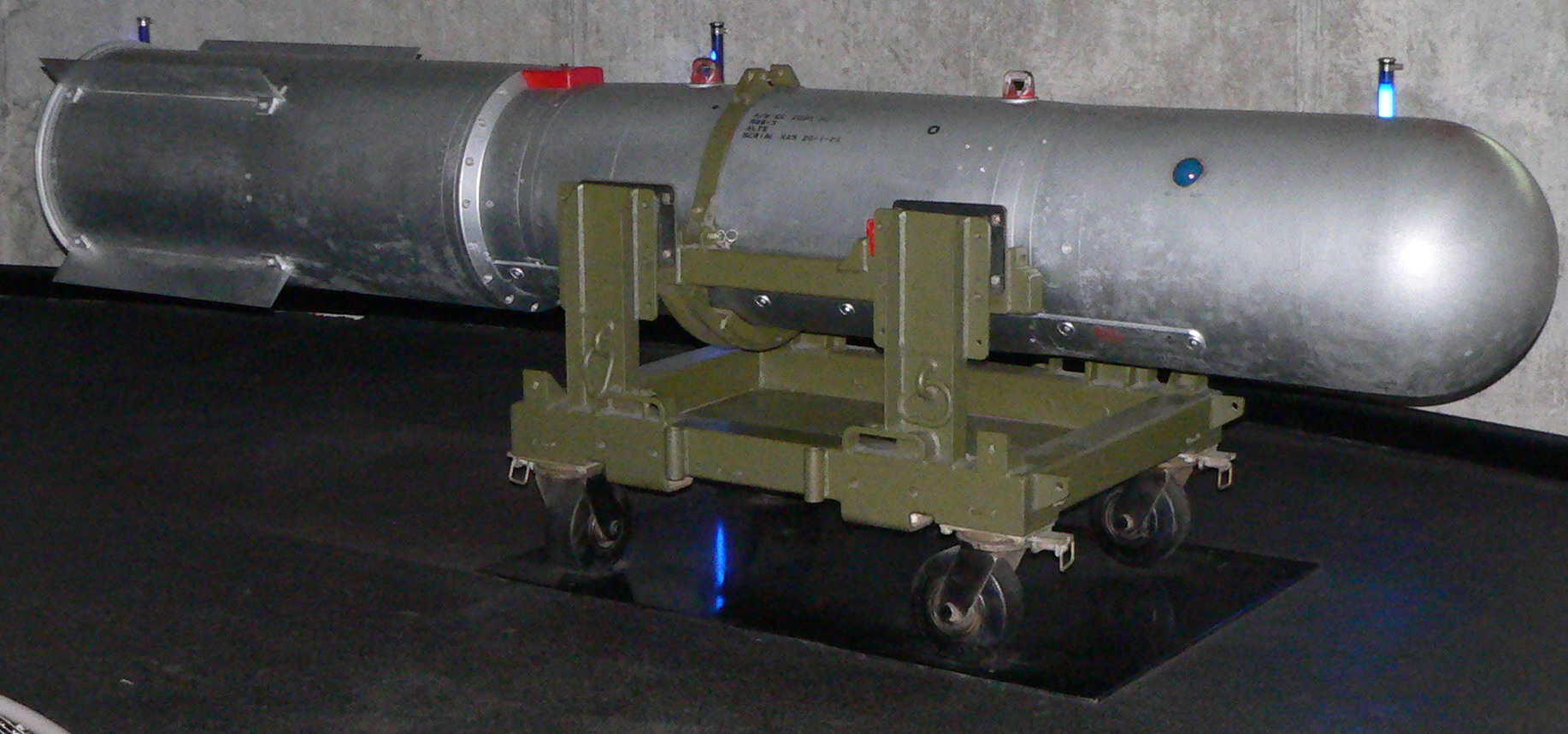
La bomba termonucleare B28 da un megatone.

L'operazione Chrome Dome, nonostante le polemiche pubbliche, continuò regolarmente anche dopo la crisi dei missili di Cuba, durante l'amministrazione Kennedy e anche sotto la presidenza Johnson; una serie di gravi incidenti tuttavia suscitarono grande clamore e alla fine segnarono il destino del programma di allerta in volo. In realtà il primo grave incidente di un bombardiere impegnato in una missione di allerta in volo si era verificato il 23 gennaio 1961, ancor prima dell'inizio ufficiale di Chrome Dome; un B-52 decollato dalla base aerea di Goldsboro in Carolina del Nord, andò fuori controllo durante una fase di rifornimento in volo sopra la costa orientale degli Stati Uniti a causa di una forte perdita di carburante dall'ala destra; tre degli otto uomini di equipaggio morirono nel disastro.

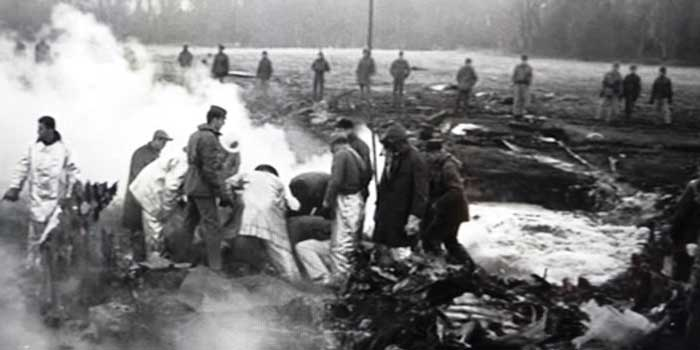
Il luogo della caduta del B-52 dell'incidente di Goldsboro.

Il bombardiere trasportava due bombe nucleari Mark 39 da quattro megatoni attive e funzionanti; durante la caduta una delle bombe si sganciò per effetto della forza centrifuga che aveva attivato il dispositivo di lancio, e cadde a terra; i meccanismi di innesco, le batterie termiche e gli interruttori barometrici si attivarono e al momento dell'impatto i dispositivi di accensione entrarono in funzione; fortunatamente la bomba si conficcò nel terreno ma non esplose, non essendo stato attivato nella cabina di pilotaggio l'interruttore di sicurezza innesco/disinnesco. L'altra bomba invece cadde in una radura vicino ad un territorio paludoso; gli esplosivi di innesco non esplosero, tuttavia la parte contenente l'uranio radioattivo si staccò dal resto della bomba e penetrò per venti metri nel terreno umido e non venne mai più ritrovata. L'esplosione di queste potenti bombe nucleari avrebbe potuto provocare una catastrofe e diffondere il fallout radioattivo fino a Washington, Baltimora, New York e Filadelfia.
Altri gravi incidenti Broken Arrow ("freccia spezzata", nome in codice per designare i disastri con perdita di ordigni nucleari) con bombardieri impegnati in missioni di allerta in volo si verificarono negli anni seguenti mentre il SAC proseguiva con il massimo impegno l'operazione Chrome Dome; a marzo 1961 un B-52 decollato da una base in California si schiantò a terra dopo un guasto al sistema di riscaldamento e l'esaurimento del carburante; l'equipaggio si salvò e per fortuna le due bombe nucleari Mark 39 a bordo non esplosero non essendo detonati nell'impatto con il terreno gli esplosivi dell'innesco. Nel novembre 1963 invece un altro B-52 si schiantò sulle pendici innevate di Savage Mountain, nel Maryland, dopo un cedimento strutturale provocato dalle forti turbolenze atmosferiche; due uomini di equipaggio morirono mentre i resti del B-52 rimasero nella neve della montagna insieme alle due bombe nucleari, i cui esplosivi di innesco non si erano incendiati né erano detonati. I due incidenti più gravi e famosi di bombardieri impegnati in missioni Chrome Dome furono tuttavia quello di Palomares in Spagna del 17 gennaio 1966 e quello di Thule del 21 gennaio 1968.

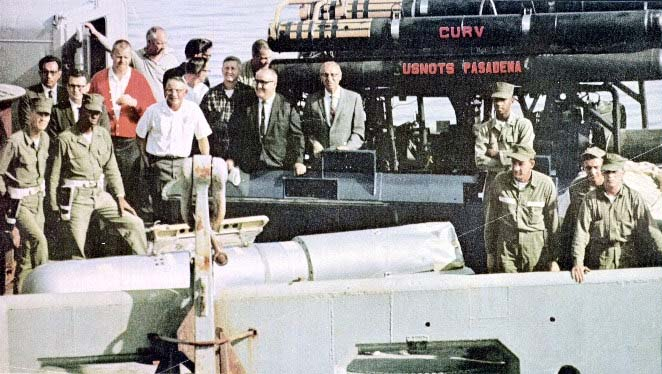
Il recupero dal mare della quarta bomba nucleare Mark 28 dell'incidente di Palomares.

Il 17 gennaio 1966 un B-52 impegnato in una missione Chrome Dome nel Mar Mediterraneo incontrò difficoltà tecniche nel secondo rifornimento in volo con un'aerocisterna sopra i cieli della costa atlantica spagnola; le fiamme si diffusero dal condotto di rifornimento all'aerocisterna che esplose subito provocando la morte dei quattro uomini d'equipaggio, mentre il bombardiere ebbe danni catastrofici e si frantumò in volo; tre uomini morirono mentre gli altri cinque riuscirono a lanciarsi e sopravvissero. Il bombardiere trasportava quattro bombe termonucleari Mark 28 da un megatone ciascuna, che non esplosero anche se in un primo tempo non si riuscì a chiarire dove fossero finite. Intervenne un'unità di crisi del SAC, supportata più tardi da esperti dei laboratori di Los Alamos e Albuquerque, che collaborarono con le autorità spagnole nella ricerca. La prima bomba venne ritrovata quasi subito intatta nella spiaggia a sud-est di Palomares, mentre il giorno seguente venne individuata parzialmente distrutta, sulle colline vicino al cimitero della cittadina, la seconda Mark 28. Si era verificata un'esplosione parziale degli inneschi e la bomba si era frantumata in molti pezzi, liberando plutonio nelle colline intorno. Poche ore dopo venne rintracciata la terza bomba in un campo coltivato alla periferia di Palomares; anche in questo caso l'ordigno era parzialmente esploso e si era liberata una nube di plutonio. La quarta bomba nucleare venne invece recuperata solo il 15 marzo 1966 dopo difficili operazioni in mare alla profondità di 800 metri, dove l'arma era caduta.
L'evento di Palomares suscitò enorme clamore tra la popolazione e innescò polemiche internazionali; le autorità governative spagnole e degli Stati Uniti cercarono di minimizzare, dando assicurazioni sull'assenza di pericolosità per la popolazione nonostante le perdite di plutonio dalle bombe; gli abitanti non furono fatti evacuare, e le autorità americane effettuarono le operazioni di decontaminazione, ma le conseguenze politiche dell'incidente di Palomares furono importanti. I dirigenti della Spagna rifiutarono di autorizzare nuovi voli sul loro territorio di aerei del SAC armati con bombe nucleari attive, mentre l'amministrazione Johnson discusse seriamente sul programma Chrome Dome che ormai appariva pericoloso e strategicamente inutile.

### L'incidente di Thule e la fine
Nella seconda metà degli anni sessanta molti politici ed esperti di strategie nucleari, ritenevano ormai non più essenziale continuare con le missioni di allerta in volo; la situazione internazionale appariva meno pericolosa e si era alla vigilia del cosiddetto periodo della "distensione" tra le due superpotenze. Di conseguenza i timori di attacchi a sorpresa sovietici erano molto minori, mentre la capacità di risposta nucleare americana sembrava assolutamente garantita, anche in assenza dei dodici B-52 in volo permanente del programma Chrome Dome, dalle migliaia di testate atomiche disponibili sui missili balistici su base terrestre o imbarcati sui moderni sottomarini nucleari della United States Navy. In un primo momento peraltro i dirigenti dell'USAF riuscirono a mantenere attivo il programma di allerta in volo; il nuovo comandante del SAC, il generale John Dale Ryan, succeduto nel 1965 al generale Power, affermò che Chrome Dome rimaneva un'operazione fondamentale nel quadro della deterrenza strategica americana e riuscì a convincere il presidente Johnson e il segretario alla difesa McNamara. Il programma venne quindi prolungato anche dopo i fatti di Palomares, anche se i bombardieri in volo 24 ore al giorno vennero ridotti da dodici a quattro.

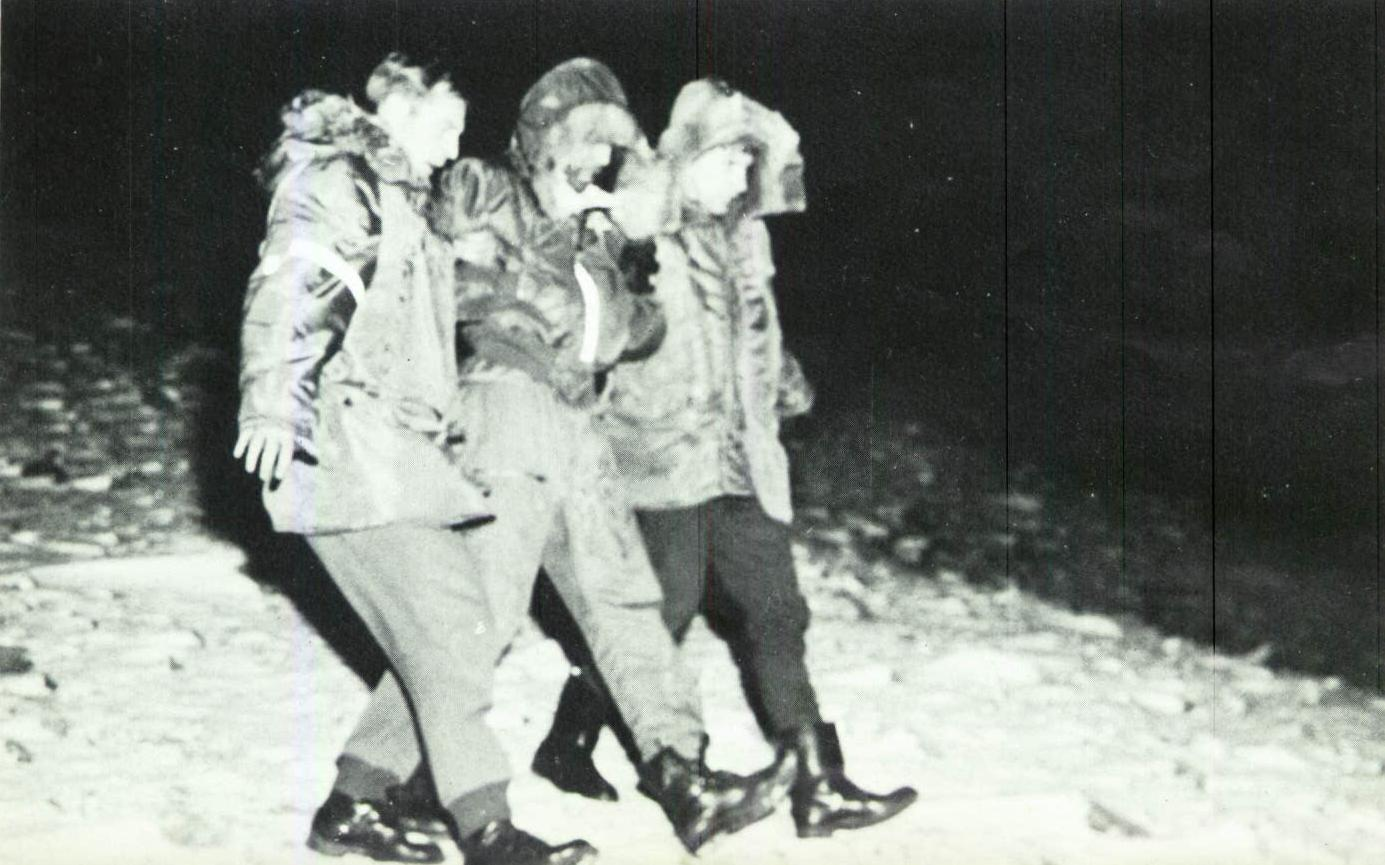
Uno dei membri superstiti dell'equipaggio del B-52 caduto a Thule viene soccorso dal personale della base.

Il 21 gennaio 1968 si verificò tuttavia l'incidente nucleare di Thule; un B-52 impegnato in una lunga missione di "Thule monitor" nel quadro di Chrome Dome, si incendiò per un malfunzionamento dell'impianto di riscaldamento e l'equipaggio fu costretto, dopo inutili tentativi di spegnere le fiamme a bordo, ad evacuare il bombardiere e lanciarsi con i paracadute nonostante le proibitive condizioni climatiche della Groenlandia dove imperversavano venti gelidi e la temperatura era rigidissima. Tutti gli uomini di equipaggio riuscirono a lanciarsi in tempo mentre l'aereo, che era armato con quattro bombe nucleari Mark 28, precipitava fino a schiantarsi sulle rocce ghiacciate della baia di Thule. Le immediate ricerche del personale della base permisero di rintracciare l'equipaggio; un copilota era morto e il navigatore era gravemente ferito, mentre gli altri uomini furono recuperati in discrete condizioni di salute.
Al momento dell'impatto del bombardiere si era verificata una grande esplosione a cui era seguito un enorme incendio che era continuato per ore; tutte le cariche detonanti delle bombe nucleari erano esplose, ma fortunatamente, grazie ai sistemi di sicurezza introdotti nelle bombe, non si produsse un'esplosione nucleare anche se i frammenti radioattivi degli ordigni si dispersero su una vasta aerea di oltre sette chilometri quadrati; il plutonio inoltre si era anche diffuso nell'aria attraverso i fumi dell'incendio. Nei mesi seguenti il personale specializzato dell'USAF dovette impegnarsi nell'opera di decontaminazione del vasto territorio inospitale coinvolto dall'incidente; fu possibile eliminare una notevole quantità di crosta ghiacciata contaminata e raccogliere i minuti frammenti del bombardiere e delle bombe; parte di una Mark 28 finita nella baia tuttavia non venne mai ritrovata. I capi militari statunitensi cercarono anche questa volta di minimizzare la gravità dell'incidente anche se ci furono forti preoccupazioni in Danimarca che ufficialmente non era a conoscenza della presenza di bombe atomiche sui bombardieri impegnati nei voli sui cieli della Groenlandia.

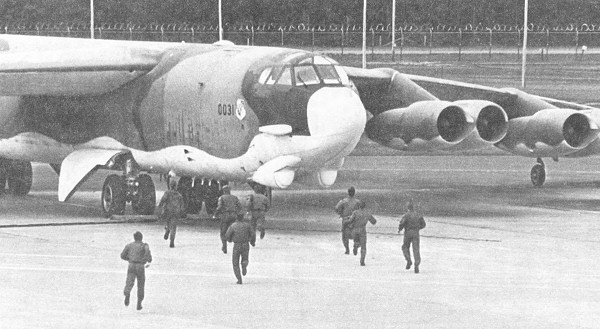
L'equipaggio di un bombardiere B-52 del SAC corre verso l'aereo per un decollo rapido (Minimum Interval Takeoff) durante un servizio di allerta a terra.

L'incidente di Thule decise infine l'amministrazione Johnson a sospendere l'operazione Chrome Dome; il giorno stesso del disastro tutte le missioni di allerta in volo vennero cancellate. La decisione era correlata soprattutto ai rischi troppo elevati di queste operazioni con bombe atomiche attive e anche alla loro minore utilità strategica in confronto con le capacità e precisione dei nuovi missili balistici. Inoltre in questo periodo il SAC soffriva anche di una relativa mancanza di mezzi, avendo dovuto impegnare buona parte dei bombardieri strategici B-52 nelle missioni dell'operazione Arc Light nella guerra del Vietnam  L'arresto del programma di allerta in volo (Airborne alert) peraltro non ebbe conseguenze sul programma parallelo di allerta a terra (Ground alert) che quindi continuò regolarmente: circa metà dei bombardieri disponibili del SAC erano pronti tutti i giorni a decollare in 15-30 minuti, con armi nucleari attive, in caso di allarme generale e rischio di guerra tra le superpotenze; inoltre rimasero attivi anche i sorvoli della base aerea di Thule per verificare visivamente gli eventuali segni di un attacco nemico contro quel centro di avvistamento radar precoce; tuttavia dopo la fine del programma Chrome Dome, i B-52 impegnati nelle missioni su Thule non trasportavano più a bordo armamenti nucleari.
Con l'assunzione del potere da parte della nuova amministrazione Nixon, le strategie della difesa e i piani di guerra nucleare subirono una revisione completa; il nuovo presidente intendeva riprendere in parte le vecchi strategie del presidente Eisenhower e favorire una rapida conclusione della guerra del Vietnam attraverso minacciose dimostrazioni di forza secondo la cosiddetta "teoria del pazzo". Egli riteneva che solo minacciando la guerra nucleare avrebbe potuto finalmente rendere i sovietici più collaborativi e disposti a favorire una pace di compromesso in Indocina. Nel quadro di questa politica generale il presidente Nixon decise di riattivare segretamente l'allerta in volo con la nuova denominazione di "operazione Giant Lance"; per due settimane nel 1969 quindi, nonostante i rischi per la sicurezza, alcuni B-52 del SAC ripresero i voli 24 ore al giorno in direzione dei confini dell'Unione Sovietica, armati con bombe nucleari attive. Questo programma tuttavia non ottenne alcun risultato concreto; i sovietici rilevarono questi voli ma non sembrarono affatto turbati dalla minaccia; dal punto di vista della guerra del Vietnam queste missioni non ebbero alcun'influenza; i nord-vietnamiti si dimostrarono ancora una volta impermeabili ad ogni interferenza esterna alle loro scelte politico-militari. Dopo poche settimane Nixon sospese definitivamente la nuova serie di missioni di allerta in volo.
Da questo momento quindi lo Strategic Air Command non ebbe più bombardieri permanentemente in volo con bombe nucleari e continuò solo le impegnative operazioni di allerta a terra che proseguirono regolarmente e con efficienza negli anni successivi garantendo, insieme ai sistemi di missili balistici, le capacità di risposta nucleare degli Stati Uniti. Ground alert sarebbe invece continuato fino alla fine della guerra fredda con la dissoluzione dell'Unione Sovietica nel 1991.

## Nella cultura di massa

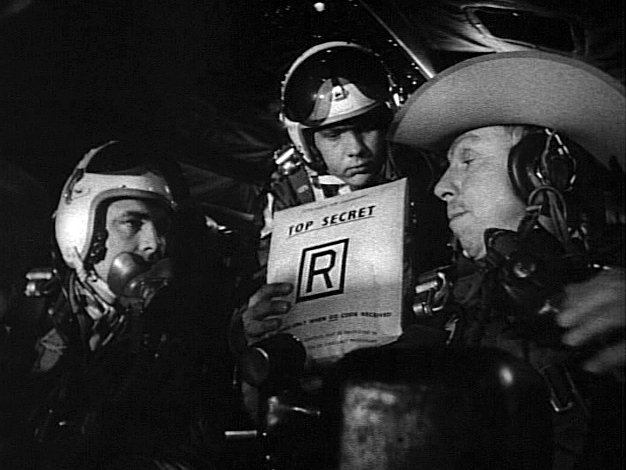
L'equipaggio del B-52 in missione di allerta in volo del film Il dottor Stranamore apre i documenti segreti del "piano R" dopo aver ricevuto il codice segreto di attacco.

Nonostante i successi dell'operazione Chrome Dome, nei primi anni sessanta si moltiplicarono le critiche ai programmi del SAC e al sistema dell'allerta in volo che venne descritto in termini di macabra farsa nel film Il dottor Stranamore di Stanley Kubrick, e con toni di cupo realismo nel film di Sidney Lumet A prova di errore.
Nel film di Kubrick, che si basava in buona parte sul libro Red Alert del 1958 di Peter George, veniva narrata in particolare la vicenda di un bombardiere B-52 in missione di allerta in volo a cui veniva inviato su iniziativa personale di un fanatico e squilibrato generale dell'USAF, il Go code per l'esecuzione di un fittizio piano R; per motivi tecnici risultava impossibile alle massime autorità degli Stati Uniti inviare un messaggio di annullamento degli ordini esecutivi e quindi l'equipaggio del bombardiere proseguiva disciplinatamente e ottusamente l'operazione fino a sganciare la bomba nucleare su una base dell'Unione Sovietica, innescando una terza guerra mondiale.